# 方濟·沙勿略

聖方濟·沙勿略牧徽

聖方濟·沙勿略（拉丁語：Franciscus Xaverius，另譯聖方濟·薩威、聖方濟各·沙勿略等 ，俗名弗朗西斯科·德·哈索—阿斯皮立奎塔，1506年4月7日—1552年12月3日）是西班牙籍天主教傳教士，也是耶穌會共同創始人之一，亦為其之分支修會－「沙勿略會」的會祖並首先将天主教信仰传播到亚洲的馬六甲和日本。天主教会称之为“历史上最伟大的传教士”、「東亞的宗徒」。天主教會同時尊其為中國、日本，以及果阿、澳門兩個教區之主保。

## 早年生活

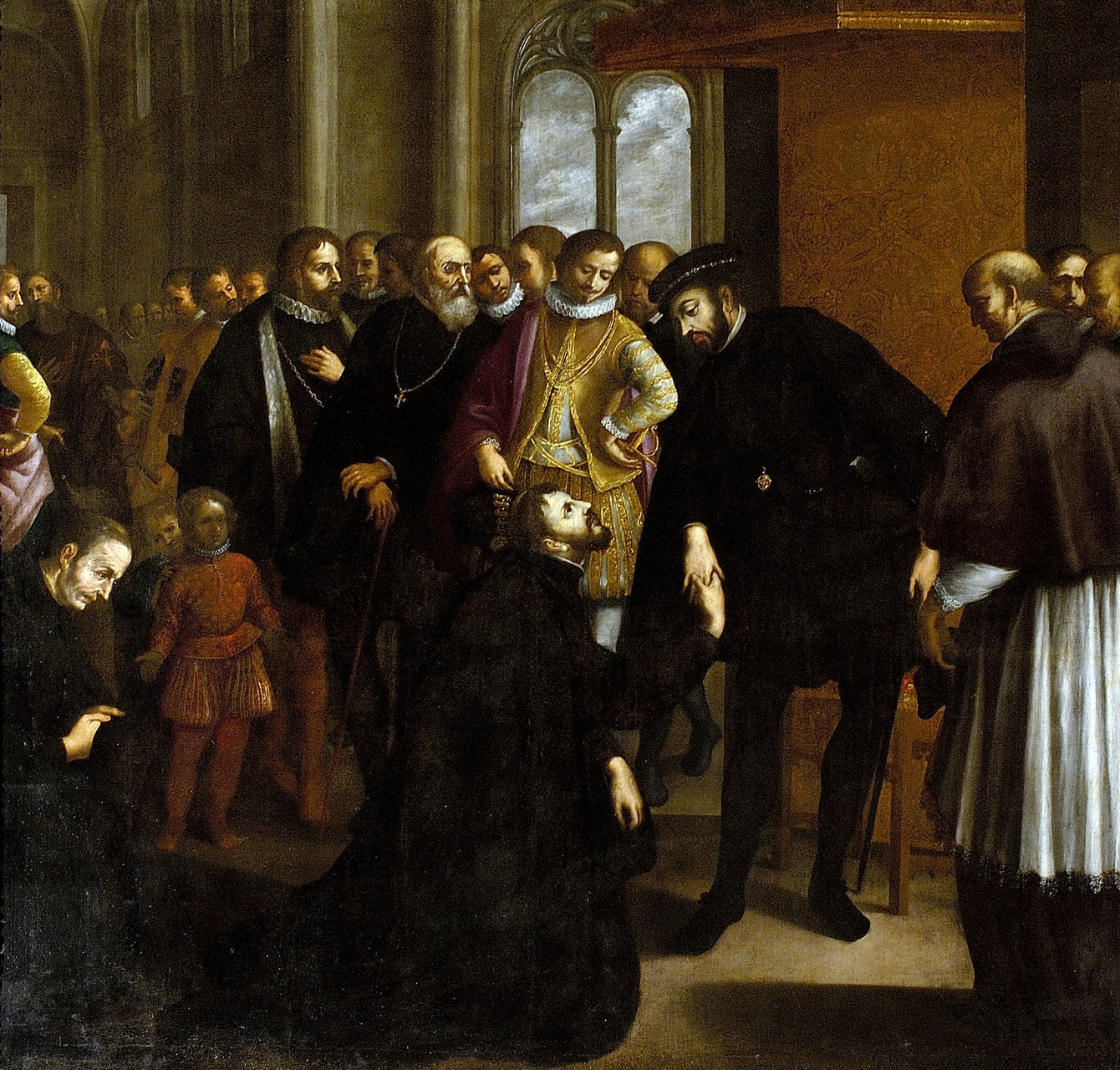
沙勿略覲見葡萄牙国王若昂三世

方濟·沙勿略於1506年生於纳瓦拉王國（今西班牙纳瓦拉）沙勿略堡的一个巴斯克望族家庭。1512年，西班牙人入侵納瓦爾，當地很多家族的城堡包括沙勿略家，都在此時被摧毀，而他們的領地也從此失去。1515年，方濟的父親離世。
1525年，19歲的沙勿略前往法国巴黎大學圣巴巴拉学院攻读哲学，五年后获硕士学位，开始担任讲师。在巴黎有一位比他年长十五岁的同乡依纳爵·罗耀拉和他共同租了房子住。这位同乡追求的是天主的光荣，他常给沙勿略说的一句《聖經》金句：「人縱然賺得了全世界，卻賠上了自己的靈魂，為他有什麼益處？」（瑪竇十六:26）。经过依纳爵长久的薰陶，沙勿略的思想也逐渐改变了，便加入了追随依纳爵的行列。
1534年8月15日，罗耀拉、沙勿略等七人在巴黎的蒙馬特高地，共同誓发神贫和贞洁的誓愿，创立了耶稣会，他们原本想前往耶路撒冷，但被教宗保禄三世阻止。1540年9月27日，教宗保禄三世正式批准成立耶稣会，命罗耀拉成为第一任会长。沙勿略则受命成为耶稣会的首批传教士。
当时葡萄牙国王若昂三世欢迎耶稣会教士前往葡萄牙开辟的东方地区去传教。1540年，沙勿略到了葡萄牙。1541年他另外两个伙伴沿着葡萄牙人开辟的东方航海路线，前往印度、中国、日本等地传教。

## 傳教工作

### 印度
1541年4月7日，沙勿略和卡玛利诺（M. P. de Camerino）和曼西亚（F. Mansillas）从葡萄牙里斯本出发。
1542年5月6日，沙勿略抵达葡萄牙在印度的中心地果阿。刚到不久，沙勿略连学习地方语言、文化、风俗习惯的时间都没有，便在印度德干半岛东南沿海的渔村给成千上万的人付洗。
1545年一月，方濟·沙勿略写了这样一封信说：「在一个月之内，我付洗的人超过一万。我的方法是：当我来到那些要皈依基督的外教人的村莊时，我把所有的男人和小孩子都聚集在同一个地方，以宣呼天主圣父、圣子和圣神的圣名为开始，并让他们作三次十字圣号，呼求天主圣叁之名，承认只有一位天主。接着，我们诵念《悔罪经》、《信经》、《天主十诫》、《天主经》、《圣母经》和《赞颂圣母经》。在两年之内，我把这些祈祷经文都译成他们的语言，我自己也会背诵。慢慢地，大人小孩都会重覆诵念这些经文。祈祷完毕，我给他们解释《信经》各信条和《天主十诫》的意义。然後，我要他们公开为自己过去的生活请求天主宽恕。讲道结束，我问他们是否真正相信《信经》各信条的内容，众人异口同声回答相信；於是，我高声诵念每个信条，每念完一个信条，我便问他们是否相信；他们则双手交叉作十字状，放在胸前，齐声回答相信。就这样，我便给他们付洗，并用笔写交给他们每个人一个圣名。男人领洗後，回到家里，又叫他们的妻子和家人到我这里来。我用同样的方式给她们付洗。当大家都领了洗，我便吩咐他们把庙宇和偶像全都摧毁。」
沙勿略將《使徒信經》從拉丁語譯成泰米爾語、馬拉巴語、馬來語等語言。
1545年8月底，沙勿略從馬拉巴前往麻六甲，直到1546年1月才離開前往摩鹿加群岛传教。1547年他又回到麻六甲，並在該年8月與日人彌次郎見面。

### 日本
1549年8月15日（圣母升天节），方濟·沙勿略在一位日本朋友弥次郎的引介之下，携同两位耶稣会士（岛来斯神父、斐迪南修士）经麻六甲海峡，辗转抵达弥次郎的家乡，日本南部九州的鹿儿岛。成为第一位踏上日本国土的天主教传教士。年底，鹿儿岛已经有一百五十人、附近地区有四百五十人领洗入教。
沙勿略登陆日本後，马上发现日本的情况和印度的大异其趣，日本人的生活习惯，思想文化原来比印度的复杂多了。他意识到不能把在印度使用的传教方法搬到日本，在这里首先必须学习日本语言，认识日本文化，哲学思想，并采用日本人的风俗习惯，而且要花费很长的时间才足以使一个人皈依基督。沙勿略从日本写回欧洲的信立刻被公布出来，吸引了无数人的兴趣，也产生极大的共鸣。一时，他被推崇为现代的传教士。
尽管他得到地方吉利支丹大名的支持，并打算到京都谒见天皇并取得日本全国传教之权，但两者均未成功。于1551年离开日本，前往中国。这时日本有教友一千。在日本的鹿儿岛現今还树立着沙勿略的纪念碑。

### 中国

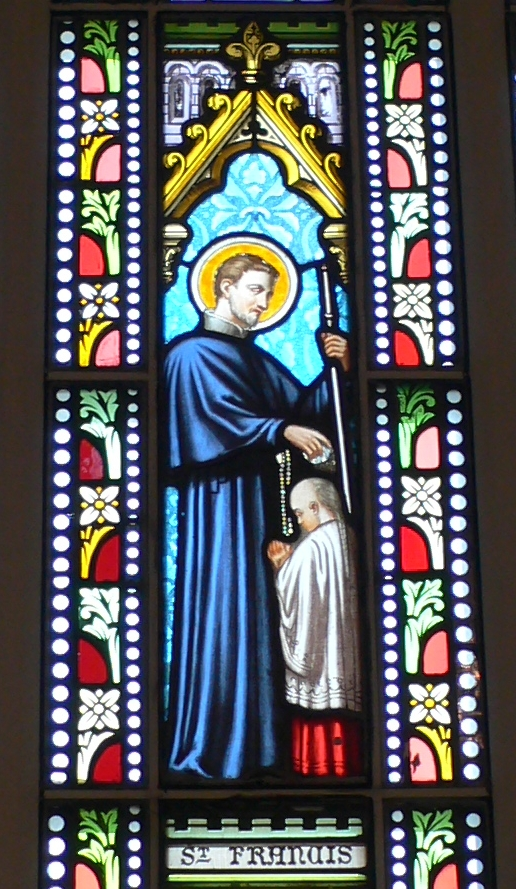
一幅以聖方濟·沙勿略帶華人施洗為題的彩繪玻璃窗（局部圖，攝於香港伯大尼修院）

沙勿略发现，中国文化对日本的影响很深，于是决心尽早访问中国；但当时，外国传教士要进入嚴厲施行海禁的明代中国是一件非常困难的事情。1552年（嘉靖三十一年），他组织了赴中国的葡萄牙使团，覲見明朝皇帝；但5月底使团在马六甲被长官亚戴德（Dom Álvaro d'Ataide da Gama）扣留。于是他决心独自前往中国，1552年8月（嘉靖三十一年七月）底，他把距离中国广东海岸很近的上川岛（属于台山大广海湾）作为基地，计划偷渡入境；但是，答应帮助他们偷渡的中国商人反悔，迟迟不来。
1552年12月3日（嘉靖三十一年十一月十八日）晨，沙勿略因疟疾病逝于岛上，年仅46岁，终未達成進入中國大陸的心願。同年10月6日，利玛窦生于意大利马切拉塔（Macerata）；三十年后，利玛窦成功的将天主教传入中国。耶稣会于1847年至1853年建造在中国的第一座主教座堂时就将其命名为圣方济各沙勿略堂（上海董家渡）。

## 纪念

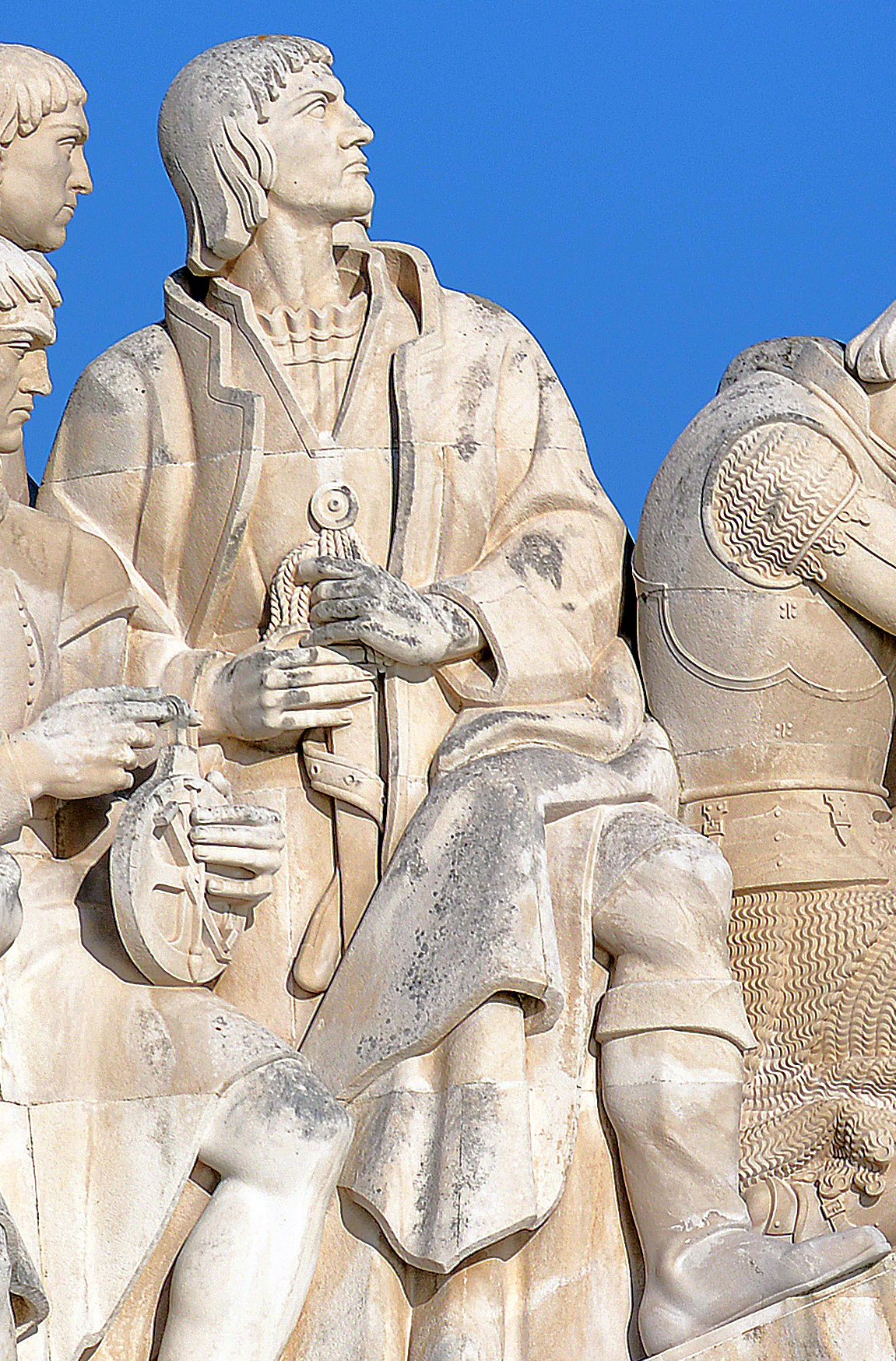
沙勿略位於里斯本發現者紀念碑的雕像

据说，沙勿略的尸体长期不腐烂，一路向人展示，到1554年才被安葬在印度果阿。1662年沙勿略被教会列为圣人，他的墓地也成为朝拜的圣地。同时，马六甲、罗马、東京和澳门聖若瑟修院都珍藏着沙勿略的部份聖髑。
2006年是圣方济沙勿略诞辰五百周年纪念。纪念活动将持续整整一年。在方济故乡納瓦拉、方济安葬地印度果阿以及马六甲、菲律宾和日本，朝圣活动已经拉开了序幕。

### 命名
天主教堂
- 上海董家渡圣方济各沙勿略堂
- 江門台山上川島聖方濟教堂
- 印度果阿慈悲耶穌大殿
- 意大利羅馬耶穌教堂
- 東京天主教神田教會（又名聖方濟·沙勿略堂）

中学
- 光启学校（Xavier School （页面存档备份，存于））
- 上海聖芳濟書院 → 香港聖芳濟書院（St. Francis Xavier's College）
- 香港荃灣聖芳濟中學
- 台湾桃園市私立振聲高級中學（St. Francis Xavier High School）

街道
- 滿地可聖方濟薩威街（rue Saint-François-Xavier）

## 登場作品

### 遊戲
- 刺客教條系列（育碧）
- CAPCOM遊戲戰國BASARA系列的角色薩比（ザビー），原型取自沙勿略，日文“フランシスコ・ザビエル”中提取“ザビ”而來，鹽屋浩三配音

## 備註
1. ↑  天主教香港教區禮儀委員會譯為「聖方濟·沙勿略」[1]；天主教台灣地區主教團禮儀委員會譯為「聖方濟·薩威」[2]；天主教上海教區譯為「圣方济各·沙勿略」[3]。